# Wilfred Adey
Wilfred Adey (sinh năm 1909 ở Featherstone, Anh) là một cầu thủ bóng đá thi đấu ở Football League cho Barnsley, Carlisle United và Sheffield United. He cũng thi đấu cho Scottish club Aberdeen for two seasons before the Second World War.